# مرتضی طالقانی
مرتضی طالقانی (زاده: ۱۲۷۴ ق، دیزان طالقان - درگذشت: ۱۳۶۳ ق، نجف) حکیم، فقیه و از شخصیت‌های معاصر شیعه می‌باشد.

## زندگی‌نامه
مرتضی طالقانی در سال ۱۲۷۴ قمری در روستای دیزان طالقان به دنیا آمد. پدرش مولی آقا جان طالقانی بود. وی در همان‌جا زندگی کرد و به شبانی مشغول بود. او بعد از چهل سالگی و در پی یک تحول روحی تحصیل را آغاز کرد. ابتدا در یک مکتب محلی خواندن و نوشتن را آموخت سپس در تهران مقدمات و سطح را به پایان رساند. سپس برای تحصیلات عالی به اصفهان و آنگاه نجف مهاجرت کرد و با حضور در درس محقق خراسانی به اجتهاد رسید. وی در روز اول محرم سال ۱۳۶۳ قمری برابر ۶ دی ۱۳۲۲ در ۸۹ سالگی درگذشت و در ایوان سوم از حجرات جنوب غربی صحن علوی به خاک سپرده شد.
سید علی قاضی و مرتضی طالقانی در تربیت شاگردان عرفانی و اخلاقی بسیاری از مسائل سیروسلوک را به یکدیگر ارجاع می‌دادند. برای نمونه می‌توان از سپردن سید عبدالکریم کشمیری برای سیروسلوک به سید علی قاضی توسط مرتضی طالقانی نام برد. سید محمدکاظم یزدی استاد وی در علوم حوزوی بود، ولی در اخلاق و عرفان مرتضی طالقانی استاد سید محمدکاظم یزدی بود.

## تحول معنوی
در مورد تحول روحی و چگونگی شروع تحصیلاتش محمدتقی جعفری به نقل از خود وی می‌گوید:
تا چهل سالگی چوپانی می‌کردم، روزی به کوه‌های اطراف رفته بودم، ناگهان صدای جان بخش قرآن را شنیدم که شخصی آنرا تلاوت می‌کرد. با خود گفتم: خدایا مبادا که مرتضی طالقانی از دنیا برود و نفهمد که در نامه‌ای که برای او، فرستاده‌ای چه بوده‌است. به روستا برگشتم، گوسفندان را به صاحبانش برگرداندم و راهی تهران شدم. مدتی کوتاه در تهران ماندم و بعد به اصفهان رفتم.

## تحصیلات عالی و معنوی
آنگاه در سال ۱۲۹۵ قمری راهی حوزه علمیه تهران گردید در آنجا صرف و نحو را از میرزا مسیح طالقانی، حکمت و فلسفه را از حکیم میرزا ابوالحسن جلوه و حکیم محمدرضا قمشه‌ای بهره جست. سپس بسال ۱۳۰۲ قمری عازم حوزه علمیه اصفهان گردید و ۱۵ سال آنجا اقامت کرد و در آنجا از جهانگیر خان قشقایی و آخوند ملا محمد کاشانی علاوه بر فراگیری علوم عقلی از جهات معنوی نیز بهره برد.
سال ۱۳۱۷ قمری یعنی در سن ۴۳ سالگی به نجف رفت و در مدرسه خلیلی از آخوند خراسانی، آخوند سید محمدکاظم یزدی، میرزا محمدتقی شیرازی و سایر علمای آن حوزه کسب علم کرد. بعد از تأسیس مدرسه سید یزدی به آنجا رفت و همان‌جا تا پایان عمر بود و تمام اوقات و عمرش را به تدریس و تعلیم طلاب گذراند. مرتضی در عرفان، اهل کشف‌وشهود بود و عده‌ای قائل به کرامات او هستند و در فلسفه از شارحان حکمت متعالیه و پیرو مکتب ملاصدرا بود.

## موضع‌گیری پیرامون مشروطیت
وی به ماجرای مشروطیت نظری خوش نداشت و پس از اشتغال آخوند محمدکاظم خراسانی به نهضت مشروطیت از وی کناره گرفت و حتی مدرسه حاجی را، که محل اجتماعات و تظاهرات مشروطه‌طلبان بود، ترک گفت و در سال ۱۳۲۷ قمری به مدرسه سید رفت که بتازگی توسط سید محمدکاظم طباطبایی یزدی تأسیس شده بود و از نخستین کسانی بود که در مدرسه سید سکنا گزید. برخی از بزرگان، که آن روزگار را درک کرده‌اند، احتمال داده‌اند که علت مخالفت سید صاحب عروةالوثقی نیز با مشروطیت، آگاهی یافتن از عاقبت آن توسط مرتضی بوده‌است.

## درگذشت
محمدتقی جعفری پیرامون درگذشت وی می‌گوید: 
خدمت شیخ مرتضی طالقانی رسیدم و گفتم: «آقا به ما درس بدهید.» ایشان پاسخ دادند: «درس تمام شده‌است.» من گمان کردم به خاطر فرارسیدن ماه محرم درس را تمام کرده‌است، گفتم: «آقا چند روز به محرم مانده‌است.» جواب دادند: «شیخ محمدتقی درس تمام شد؛ خر طالقان رفته و پالانش مانده.» متوجه شدم از مرگشان خبر می‌دهند و در حال عبور از پل دنیا به ابدیت هستند گفتم: این دم آخری چیزی بگویید گفتند: «پس متوجه شدید» و بلافاصله این بیت را خواندند: «تا رسد دستت به خود شو کارگر/ تا فُتی از کار خواهی زد به سر» و بعد اشک از چشمان شیخ جاری شد و من روی ایشان را بوسیدم و قطرات اشک ایشان به صورتم نشست.
این آخرین ملاقات علامه با مرتضی طالقانی بود و فردای آن روز خبر رحلت ایشان در مدرسه منتشر می‌شود.

## آثار
- تذکرة الحکماء که در حقیقت شبیه اخبار الحکما…
- حواشی بر مصادرات تحریر اقلیدس
- حاشیه الکافی
- حاشیه کفایة الاصول
- امهات الاصول فی فهم فقه آل الرسول
- حاشیة المطول
- حاشیه المکاسب الانصاری
- صناعه آلات الرصد
- شرح جبر خلاصه
- مدخل الزیج النفس فی نظر فیلسوف شیرازی
- ترجمه مبادی فلاسفه و ده‌ها اثر دیگر.